# Payal Kapadia
Payal Kapadia (hindi : पायल कपाड़िया, marathi : पायल कपाडिया) est une réalisatrice et scénariste indienne, née le 4 janvier 1986 à Bombay (Maharashtra).
Son documentaire Toute une nuit sans savoir est récompensé de L'Œil d'or au festival de Cannes 2021.
Son long métrage All We Imagine as Light est sélectionné en compétition officielle au festival de Cannes 2024. Premier film indien en sélection officielle depuis Destinée (Swaham) de Shaji N. Karun (en) en 1994, il y obtient le grand prix.

## Biographie
Payal Kapadia naît en 1986 à Bombay, en Maharashtra. Sa mère, Nalini Malani, est une artiste peintre et vidéo.
Jeune, elle fréquente l'école de Rishi Valley (en), un pensionnat dans l'Andhra Pradesh. Elle y fait partie du club de cinéma, où elle gère sa première exposition à des réalisateurs, tels que Ritwik Ghatak et Andreï Tarkovski. Plus tard, elle assiste à l'université Saint-Xavier (en) dans sa ville natale, puis à l'université de Sophia pour femmes (en), également à Bombay, où elle obtient une maîtrise.
Au début des années 2010, elle dépose sa candidature au Film and Television Institute of India, à Pune (Maharashtra), pour étudier le cinéma, où elle est acceptée après une deuxième tentative en 2012. En même temps, durant cinq ans, elle travaille comme assistante-vidéaste et vidéaste publicitaire dans la capitale.
En 2015, elle mène la protestation contre la nomination de l'acteur Gajendra Chauhan (en) en tant que président du Film and Television Institute of India, et l'autorité dépose une plainte officielle contre elle. Après une limitation faite par l'autorité institutionnelle, elle voit sa bourse suspendue,.
La réputation de Payal Kapadia dans l'industrie du cinéma indien connaît un grand essor après que son long métrage All We Imagine as Light est sélectionné en compétition officielle au Festival de Cannes 2024, où il est le premier film indien en sélection officielle en trente ans, et où il obtient le grand prix du jury.
En 2025, elle est membre du jury du 78e festival de Cannes.

## Filmographie

### Longs métrages
- 2021 : Toute une nuit sans savoir (A Night of Knowing Nothing)[9]
- 2024 : All We Imagine as Light

### Courts métrages
- 2014 : Watermelon, Fish and Half Ghost
- 2015 : Clouds
- 2017 : The Last Mango Before the Monsoon
- 2018 : And What is the Summer Saying

## Distinctions

### Récompenses
- Festival de Cannes 2021 : L'Œil d'or pour Toute une nuit sans savoir
- Festival de Cannes 2024 : Grand prix pour All We Imagine as Light

### Nominations
- Golden Globes 2025 : 
  - Meilleure réalisation pour All We Imagine as Light
  - Meilleur film en langue étrangère